# ジャクソン郡 (テネシー州)
座標: 北緯36度22分 西経85度40分 / 北緯36.36度 西経85.67度
ジャクソン郡（英: Jackson County）は、アメリカ合衆国のテネシー州にある郡。2000年国勢調査での人口は1万984人だったが、2005年の推計時には1万1072人に微増した。郡庁所在地はゲインズボロ (Gainesboro)である。
クックビル小都市統計地域（小都市圏）の域内にある。

## 歴史
1801年11月6日にテネシー州議会によってスミス郡とインディアン領のそれぞれ一部を分離して設立された。州内では18番目の郡である。郡名は当時の州の検事総長で、後に第7代アメリカ合衆国大統領に就任したアンドリュー・ジャクソンにちなみ名づけられた。
1790年代、ゲインズボロの西16kmのカンバーランド川沿いにブラウント砦が築かれ、アベリーズ・トレイスを往来する人々の重要な中継地となった。1807年から1819年までは砦のウィリアムズバーグ (Williamsburg) という町が郡庁所在地だった。
1872年8月14日に郡庁舎が火事にあった。

## 地理
国勢調査局の調査では総面積828.8平方キロ（320平方マイル）で、うち800.3平方キロ（309平方マイル）が陸地、総面積の3.34%にあたる28.5平方キロ（11平方マイル）が水域である。
隣接する郡
- クレイ郡（北）
- オーバートン郡（東）
- パットナム郡（南）
- スミス郡（南西）
- メイコン郡（北西）

## 人口動態
2000年の国勢調査時点でこの郡には1万984人、4466世帯、3139家族が暮らしている。人口密度は1平方キロあたり14人で、平方マイルに換算すると36人となる。住居数は5163軒で、1平方キロあたりに平均6軒（1平方マイルあたりでは17軒）が建っていることになる。白人が98.63%、アフリカ系が0.15%、ネイティブ・アメリカンが0.34%、アジア系が0.06%、太平洋諸島系が0.03%、その他の人種が0.12%、混血が0.67%、ヒスパニック（ラテン系）が0.81%を占める。

2000年国勢調査の結果をもとに作成した郡の人口ピラミッド

4466世帯のうち28.8%は18歳未満の子供と暮らしており、55.3%は夫婦で生活している。10.3%は未婚の女性が世帯主であり、29.7%は家族以外の住人と同居している。25.5%が独り身世帯で、10.2%を独居老人が占める。1世帯あたりの平均構成人数は2.43人、家庭の構成人数は2.89人である。
住民のうち22.3%が18歳未満の未成年、7.8%が18歳以上24歳以下、28.2%が25歳以上44歳以下、26.8%が45歳以上64歳以下、15.0%が65歳以上となっており、平均年齢は40歳である。女性100人に対し男性が97.8人いる一方、18歳以上の女性100人ごとに対しては94.9人いる。
一世帯あたりの平均収入は2万6502米ドルで、家族ごとでは3万2088米ドルである。男性の平均収入は2万4759米ドル、女性の平均収入は1万9511米ドルで、労働者でない人々も含めた住民一人当たりの収入は1万5020米ドルとなる。総人口の18.1%、家族の15.1%、18歳未満の子どもの15.1%、および65歳以上の老人の22.5%は貧困線以下の収入で生計を立てている。

## 都市および町
- ゲインズボロ (en:Gainesboro, Tennessee)

非法人地域
- グランビル (en:Granville, Tennessee)
- ネームレス (Nameless)
- ノーススプリングズ (en:North Springs, Tennessee)
- ホイットリービル (Whitleyville)